# Pico de surf

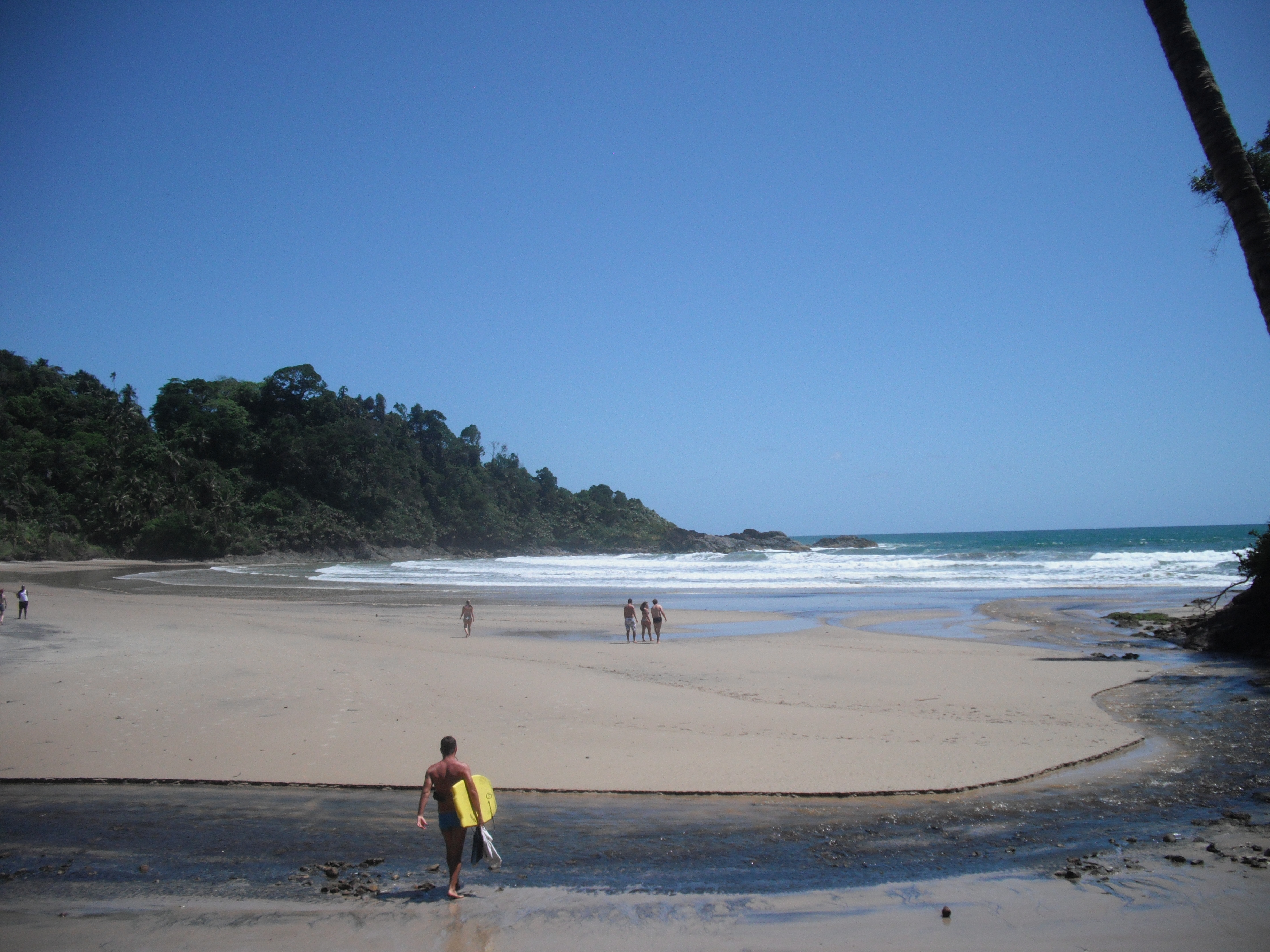
Pico de surf em Itacaré - Brasil.

Pico de surf é o local considerado privilegiado para a prática do surf, onde quebram as melhores ondas. Ele pode esta localizado no mar, no rio, na lagoa  ou construido artificialmente em diferentes lugares.

## História

### No Brasil

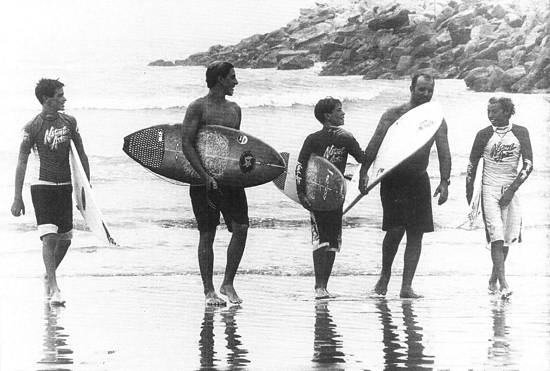
Picuruta Salazar e jovens estudantes de surfe em Santos, onde o esporte começou no Brasil.

Nos anos de 1930, em Santos - São Paulo, a primeira onda foi surfada. Logo o primeiro pico de surf do Brasil está localizado na cidade de Santos.
As primeiras buscas por ondas, para a prática do surfe, foram feitas em um carro conversível por  Thomas Rittscher. Portanto o primeiro meio de transporte para se chegar ao pico de surf foi rodoviário.

## Tipos de picos de surf
Os picos de surf são classificados de diferentes formas:

### Fundo
De acordo com o fundo: de areia, de coral, por exemplo.

| {{{caption}}}                           |
| A Grande Barreira de Coral - Austrália. |

| {{{caption}}}                                                    |
| Um astronauta fotografou a Grande Barreira de Coral - Austrália. |

| {{{caption}}}                         |
| Detalhe de um tipo de fundo de coral. |

Mais imagens de Recifes de coral (em inglês): categoria:recifes de coral e categoria:corais

### Número de pessoas
De acordo com o número de surfistas que frequentam, ao mesmo tempo, um pico de surf. Por exemplo: um pico de surf é classificado como "crowdeado", quando existem muitos surfistas em um mesmo pico de surf ao mesmo tempo.

## Acesso
O acesso ao pico de surf depende de onde ele está localizado. Ele pode está no mar, no rio, na lagoa  ou construido artificialmente.

### Pico de surf no mar
O acesso ao pico de surf localizado no mar ocorre pelo mar, pelo ar 
 ou pela costa.  O acesso pode ser feito em todas estas modalidades.
A seguir são descritas cada uma destas modalidades.

#### Mar
Diferentes possibilidades existem para se acessar um pico de surf pelo mar.
Quando já se está dentro d'água pode ser feito:
- rebocado por uma mota de água (português europeu) ou jetski (português brasileiro). Esta modalidade é conhecida como Tow-in;[13][14]

| Acesso pelo mar |
| Acesso ao pico de surf via Tow-in. Este Tow-in foi realizado nas ondas gigantes da Praia do Norte , na Nazaré , em Portugal |
| {{{caption}}} |
| Acesso ao pico de surf via Tow-in. Este Tow-in foi realizado nas ondas gigantes da Praia do Norte, na Nazaré, em Portugal   |

#### Ar
Diferentes possibilidades existem para se acessar um pico de surf pelo ar:
- em um situação de resgate de uma pessoa no pico de surfe é utilizado o Helicóptero;[16][15]

| Acesso pelo ar                                |
| Resgate realizado em Auckland Nova Zelândia . |
| {{{caption}}}                                 |
| Resgate realizado em Auckland Nova Zelândia.  |

#### Costa/Terra
Diferentes possibilidades existem para se acessar um pico de surf pela costa/terra.
Quando já se está na praia pode ser feito:
- nadando (com ou sem prancha);[17]
- com uso de embarcações;[18]

| {{{caption}}}                                           |
| Acessando o pico de surfe nadando( com ou sem prancha). |

| {{{caption}}}                                         |
| Bote de resgate que acessa o pico de surf pela praia. |